# خالد سمير
خالد سمير (6 سبتمبر 1988) لاعب كرة قدم بحريني يلعب حاليا لصالح نادي الدرجة الأولى الرفاع البحريني في مركز الجناح الأيمن من 2006 كما يجيد اللعب في مركزي الوسط المهاجم والجناح الأيسر.

## الإنجازات

### الرفاع
- الدوري البحريني الممتاز (2): 2012، 2014
- كأس ملك البحرين (1): 2010
- كأس الاتحاد البحريني (1): 2014